# Камнеломкоцветные
Камнеломкоцве́тные (лат. Saxifragales) — по современной классификации APG IV порядок цветковых растений, включающий по состоянию на декабрь 2023 года 15 семейств, 136 родов и 3 201 ботанический вид. Порядок входит в дочернюю кладу Суперрозиды клады Эвдикоты в составе клады Цветковые растения.

## Классификация
В более ранней системе классификации Кронквиста (1981,1988) данный порядок отсутствовал, а перечисленные семейства были разделены между порядками Розовые (Rosales), Гамамелисоцветные (Hamamelidales) и Сланоягодникоцветные (Haloragales). Однако оказалось, что они являются монофилетической группой, имеющими общее родство с розидами и астеридами.

### Семейства
По современной классификации APG IV порядок Камнеломкоцветные включает 15 семейств:
- Altingiaceae Lindl., nom. cons. — Алтингиевые, монотипное с 1 родом Алтингия и 15 видами
- Aphanopetalaceae Doweld, монотипное с 1 родом Афанопеталум и 2 видами
- Cercidiphyllaceae Engl., nom. cons. — Багрянниковые, монотипное с 1 родом Багрянник и 2 видами
- Crassulaceae J.St.-Hil., nom. cons. — Толстянковые - 53 рода, 1 702 вида
- Cynomoriaceae Endl. ex Lindl., nom. cons. — Циномориевые, монотипное с 1 родом Циномориум и 1 видом Циномориум пурпурный
- Daphniphyllaceae Müll.Arg., nom. cons. — Волчелистниковые, монотипное с 1 родом Волчелистник и 31 видом
- Grossulariaceae DC., nom. cons. — Крыжовниковые, монотипное с 1 родом Смородина и 205 видами
- Haloragaceae R.Br., nom. cons. — Сланоягодниковые - 7 родов 161 вид
- Hamamelidaceae R.Br., nom. cons. — Гамамелисовые - 26 родов, 112 видов
- Iteaceae J.Agardh, nom. cons. — Итеевые - 2 рода, 24 вида
- Paeoniaceae Raf., nom. cons. — Пионовые, монотипное с 1 родом Пион и 42 видами
- Penthoraceae Rydb. ex Britton, nom. cons. — Пятичленниковые, монотипное с 1 родом Пятичленник и 2 видами
- Peridiscaceae Kuhlm., nom. cons. — Перидисковые - 4 рода, 11 видов
- Saxifragaceae Juss., nom. cons. — Камнеломковые - 5 родов, 890 видов
- Tetracarpaeaceae Nakai — Тетракарпеевые, монотипное с 1 родом Тетракарпея  и 1 видом Тетракарпея тасманийская

## Таксономия
- Saxifragales Bercht. & J. Presl, 1820, Prir. Rostlin 259

Порядок Камнеломкоцветные входит в дочернюю кладу Суперрозиды клады Эвдикоты в составе клады Цветковые растения. Кладограмма в соответствии с Системой APG IV  по состоянию на декабрь 2023 года:
|  |                          |  |                                   | порядок Камнеломкоцветные |  | 15 семейств |  | 136 родов |  | 3 201 вид |
|  |                          |  |                                   | порядок Камнеломкоцветные |  | 15 семейств |  | 136 родов |  | 3 201 вид |
|  | клада Цветковые растения |  |                                   |                           |  |             |  |           |  |           |
|  |                          |  |                                   |                           |  |             |  |           |  |           |
|  |                          |  | ещё 63 порядка цветковых растений |                           |  |             |  |           |  |           |
|  |                          |  |                                   |                           |  |             |  |           |  |           |